# Renault Mégane Concept
La Renault Mégane est un concept car imaginé par Renault et présenté au Mondial de l'automobile de Paris en 1988. 
C'est une Berline motorisé par un moteur à essence V6 de 3 litres,  turbo-compressé, développant 250 ch. Elle dispose de 4 roues directrices et motrices, d'une suspension à pilotage électronique et d'une boite de vitesse à double commande, automatique ou manuelle.
Ce concept car conduira à la  Renault Safrane commercialisée de 1992 à 2002.
Le nom "Mégane" sera utilisé par Renault en 1995 pour la remplaçante de la Renault 19.